# Muraltia lancifolia
Muraltia lancifolia är en jungfrulinsväxtart som beskrevs av William Henry Harvey. Muraltia lancifolia ingår i släktet Muraltia och familjen jungfrulinsväxter. Inga underarter finns listade i Catalogue of Life.